# Ungdomens springbrunn
Ungdomens springbrunn (tyska: Der Jungbrunnen) är en målning av Lucas Cranach den äldre från 1546.
Målningens attribuering är inte helt säker, nämligen om upphovsmannen är Lucas Cranach den äldre eller Lucas Cranach den yngre. Det är känt att målningen är gjord på beställning, men inte känt till vem.

## Målningen
Målningen avbildar i mitten nedtill en bevingad orm som lättar från Lucas Cranachs verkstad, samt inskriften 1546.
Vidare finns en bassäng med en fontän, där äldre kvinnor, men inte äldre män, badar, föryngras och slutligen ägnar sig åt musik, dans och god mat. I målningens vänstra del finns lama och bräckliga och slitna gamla kvinnor, som tar av sig kläderna och går ned i det varma vattnet. I målningens högra är de föryngrade. En galant ung man ber dem in i ett tält för att få nya kläder.  I högra delens förgrund vänslas ett par i buskarna och i bakgrunden dansas det och äts till musik.
Cranach visar i denna goda sagobild i flera scener den badkultur som fanns på Medeltiden, vilka var grundade på uppfattningen att vissa sorts bad kunde bota och föryngra. På hans egen tid hörde sådana sensuella upplevelser i stället till badrummet och avbildningar av äldre nakna kvinnor var ovanliga i den samtida konsten. Endast unga kvinnornas kroppar målades nakna. Det tidigare kroppsidealet för kvinnor var svällande magar, runda former utan pubeshår, högt ansatta bröst med små bröstvårtor. Cranach har i andra målningen avbildat i huvudsak avsexualiserade jungfruliga kroppar i samtidens smak. 
I bakgrunden har målningen ett fantasiklipplandskap med orealistiska perspektiv och proportioner och med ett miniatyrslott på en klippa, en medeltida stad och en stenbro över en flod. Till höger finns en mäktig bergskedja vid horisonten samt odlade fält och fruktträd. I bassängens mitt finns en fontän med avbildningar av Venus och Cupido.

## Proveniens
Målningen ägdes åtminstone sedan 1830  av den preussiske kungen. Den finns idag på Gemäldegalerie i Berlin.